# 占山格
占山格是宋孝武帝時期制定的專門限制豪门大族占有山林川泽的政策。由於王公贵族占有山林川泽過多，影响到官府收入。约大明元年（457年）至大明八年（464年），宋孝武帝采纳尚书左丞羊希的建议，规定按官員品秩高低规定官員佔有山林川泽的最高限额，已達限額後官員不能再占有山林川泽，未到限額者可以繼續佔有山林川泽；所占山泽数目要納入资产簿，並且按照佔領面積向朝廷交税；若有违反和超过限额者將受到法律懲處。具體規定未第一、第二品高官占山三頃，第三品以下依次减少，三至四品官为二頃五十亩，五至六品二頃，七至八品一頃五十亩，第九品官員和普通百姓只能占一頃。